# Psettina multisquamea
Psettina multisquamea är en fiskart som beskrevs av Fedorov och Foroshchuk, 1988. Psettina multisquamea ingår i släktet Psettina och familjen tungevarsfiskar. Inga underarter finns listade i Catalogue of Life.